# Little Lies
"Little Lies" é uma canção da banda inglesa/americana Fleetwood Mac. Foi o terceiro single extraído de seu álbum de 1987, Tango in the Night.  Até o momento, é o single mais bem sucedido da banda nos Estados Unidos.
A música foi composta pela tecladista e vocalista da banda, Christine McVie e seu então marido Eddy Quintela. Os vocais principais foram executados principalmente por McVie, embora o refrão da música contivesse breves passagens soltas de Lindsey Buckingham e Stevie Nicks. Quando lançada, a canção alcançou o número um por quatro semanas na tabela adulto-contemporâneo da Billboard e número 4 na Billboard Hot 100 em novembro de 1987. Também atingiu o número 5 no UK Singles Chart. Ela continua a ser tocada em estações de rádio como um sucesso clássico do final dos anos 80, junto com "Everywhere" e "Seven Wonders", lançadas um ano depois. Também foi acompanhada por um vídeo musical, filmado em uma fazenda, em torno de seus prédios e campos rústicos. Em "Little Lies", a cantora prefere ouvir pequenas mentiras do que a infeliz verdade de seu amante, embora no final ela admita que "estamos melhor separados. Vamos tentar." O Fleetwood Mac era conhecido por cantar sobre os relacionamentos complicados dos membros do grupo.
O single também estava disponível no formato de vinil de 12 polegadas, apresentando uma versão de dança estendida, uma versão dub, e o lado B do single, "Ricky", uma faixa não-álbum escrita por McVie e Buckingham. Um picture disc de 12 polegadas limitado também foi lançado no Reino Unido, e também foi o primeiro single do Fleetwood Mac a ser lançado no formato single-cassete.

## Faixas e formatos
12" single dos Estados Unidos (Warner Brothers Records 0-20761)
1. "Little Lies" (versão estendida) - 6:07
2. "Little Lies" (Dub) - 4:04
3. "Ricky" - 4:21

## Versões lançadas
- 7" versão single/Álbum (3:38)
- 12" versão estendida (6:07) – remixada por John "Jellybean" Benitez
- Dub Version (4:04) – remixada por John "Jellybean" Benitez
- Versão ao vivo do CD single "Skies the Limit" (1990) (tirado do vídeo do show ao vivo do Tango in the Night, filmado em 1987)

## Créditos
- Mick Fleetwood – bateria, percussão
- John McVie – guitarra elétrica
- Christine McVie – sintetizadores, vocais principais e de fundo
- Lindsey Buckingham – guitarras, sintetizadores, Fairlight CMI, co-vocais principais
- Stevie Nicks – co-vocal principal

## Desempenho nas tabelas musicais
| Tabela musical (1987)                   | Melhor posição |
| --------------------------------------- | -------------- |
| Australian Kent Music Report            | 16             |
| Austrian Singles Chart                  | 21             |
| Belgian Singles Chart (Flanders)        | 14             |
| Canadian RPM Top 100 Singles            | 13             |
| Canadian RPM Adult Contemporary         | 2              |
| Dutch Singles Chart                     | 10             |
| Irish Singles Chart                     | 4              |
| New Zealand Singles Chart               | 9              |
| South Africa (Springbok Radio)          | 22             |
| Swiss Singles Chart                     | 3              |
| UK Singles Chart                        | 5              |
| US Billboard Hot 100                    | 4              |
| US Billboard Adult Contemporary         | 1              |
| US Billboard Mainstream Rock            | 14             |
| US Cash Box Top 100                     | 9              |
| West German Media Control Singles Chart | 3              |

| Chart (2018)                                  | Peak position |
| --------------------------------------------- | ------------- |
| ERRO: DEVE FORNECER DATA PARA PARADA POLONESA | 96            |

| Tabela musical (1987)        | Posição |
| ---------------------------- | ------- |
| Australian KMR               | 85      |
| Canadian RPM 100             | 89      |
| US Billboard Top Pop Singles | 51      |
| US Billboard Top AC Singles  | 28      |